# Klasse (vegetatiekunde)
In de vegetatiekunde is een klasse (Latijn: clasis), soms ook vegetatieklasse genoemd, de hoogste syntaxonomische rang of een syntaxon in die rang. 
Deze indeling is gebaseerd op die van de taxonomie.
De wetenschappelijke namen van plantengemeenschappen op het niveau van de klasse zijn herkenbaar aan het suffix -etea (bijvoorbeeld de Alnetea glutinosae of de klasse van elzenbroekbossen).
De volgende klassen worden verder in detail beschreven:
| Nederlandse naam                                                  | Wetenschappelijke naam         |
| ----------------------------------------------------------------- | ------------------------------ |
| klasse van akkergemeenschappen                                    | Stellarietea mediae            |
| klasse van bisschopsmutsen en landkaartmossen                     | Racomitrio-Rhizocarpetea       |
| klasse van bronbeekgemeenschappen                                 | Montio-Cardaminetea            |
| klasse van berkenbroekbossen                                      | Vaccinio-Betuletea pubescentis |
| klasse van brem- en gaspeldoornstruwelen                          | Cytisetea scopario-striati     |
| brummel-klasse                                                    | Lonicero-Rubetea               |
| klasse van doornstruwelen                                         | Rhamno-Prunetea                |
| klasse van droge graslanden op zandgrond                          | Koelerio-Corynephoretea        |
| klasse van droge heiden                                           | Calluno-Ulicetea               |
| dwergbiezen-klasse                                                | Isoeto-Nanojuncetea            |
| eendenkroos-klasse                                                | Lemnetea                       |
| klasse van eiken- en beukenbossen op voedselarme grond            | Quercetea robori-petraeae      |
| klasse van eiken- en beukenbossen op voedselrijke grond           | Querco-Fagetea                 |
| klasse van elzenbroekbossen                                       | Alnetea glutinosae             |
| fonteinkruiden-klasse                                             | Potametea                      |
| klasse van gladde witbol en havikskruiden                         | Melampyro-Holcetea mollis      |
| klasse van haarmutsen en vingermossen                             | Orthotricho-Physcietea         |
| klasse van heischrale graslanden                                  | Nardetea                       |
| helm-klasse                                                       | Ammophiletea                   |
| klasse van hoogveenbulten en natte heiden                         | Oxycocco-Sphagnetea            |
| klasse van hoogveenslenken                                        | Scheuchzerietea                |
| klasse van kalkgraslanden                                         | Festuco-Brometea               |
| klasse van kapvlaktegemeenschappen                                | Epilobietea angustifolii       |
| klasse van kleine zeggen                                          | Parvocaricetea                 |
| klasse van kruipwilg- en duindoornstruwelen                       | Salicetea arenariae            |
| kranswieren-klasse                                                | Charetea                       |
| kringmos-klasse                                                   | Neckeretea                     |
| klasse van matig voedselrijke graslanden                          | Molinio-Arrhenatheretea        |
| marjolein-klasse                                                  | Trifolio-Geranietea sanguinei  |
| maretak-klasse                                                    | Viscetea albi                  |
| muurvaren-klasse                                                  | Asplenietea                    |
| klasse van naaldbossen                                            | Vaccinio-Piceetea              |
| klasse van natte strooiselruigten                                 | Convolvulo-Filipenduletea      |
| klasse van nitrofiele zomen                                       | Galio-Urticetea                |
| oeverkruid-klasse                                                 | Littorelletea                  |
| klasse van pioniergraslanden op gruis- en steenbodems             | Sedo-Scleranthetea             |
| pluisjesmos-klasse                                                | Dicranelletea heteromallae     |
| poederkorst-klasse                                                | Chrysotrichetea chlorinae      |
| riet-klasse                                                       | Phragmitetea                   |
| klasse van ruderale gemeenschappen                                | Artemisietea vulgaris          |
| ruppia-klasse                                                     | Ruppietea                      |
| slijkgras-klasse                                                  | Spartinetea                    |
| schriftmos-klasse                                                 | Arthonio-Lecidelletea          |
| smaragdsteeltjes-klasse                                           | Psoretea decipientis           |
| klasse van (spat)watergemeenschappen                              | Hymenelio-Fontinalietea        |
| klasse van stippelkorsten en achterlichtmossen                    | Verrucario-Schistidietea       |
| tandzaad-klasse                                                   | Bidentetea                     |
| klasse van vertakt bekermos en neptunusmos                        | Cladonio-Lepidozietea          |
| klasse van vloedmerkgemeenschappen op zand en slik                | Cakiletea maritimae            |
| klasse van vloedmerkgemeenschappen op zeedijken en rolkeistranden | Honckenyo-Elymetea             |
| weegbree-klasse                                                   | Plantaginetea majoris          |
| klasse van wilgenbroekstruwelen                                   | Franguletea                    |
| klasse van wilgenvloedbossen en -struwelen                        | Salicetea purpureae            |
| zeeaster-klasse                                                   | Asteretea tripolii             |
| zeegras-klasse                                                    | Zosteretea                     |
| zeekraal-klasse                                                   | Thero-Salicornietea            |
| zeestippelkorst-klasse                                            | Hydropunctarietea maurae       |
| zeevetmuur-klasse                                                 | Saginetea maritimae            |